# Melodifestivalen 1972

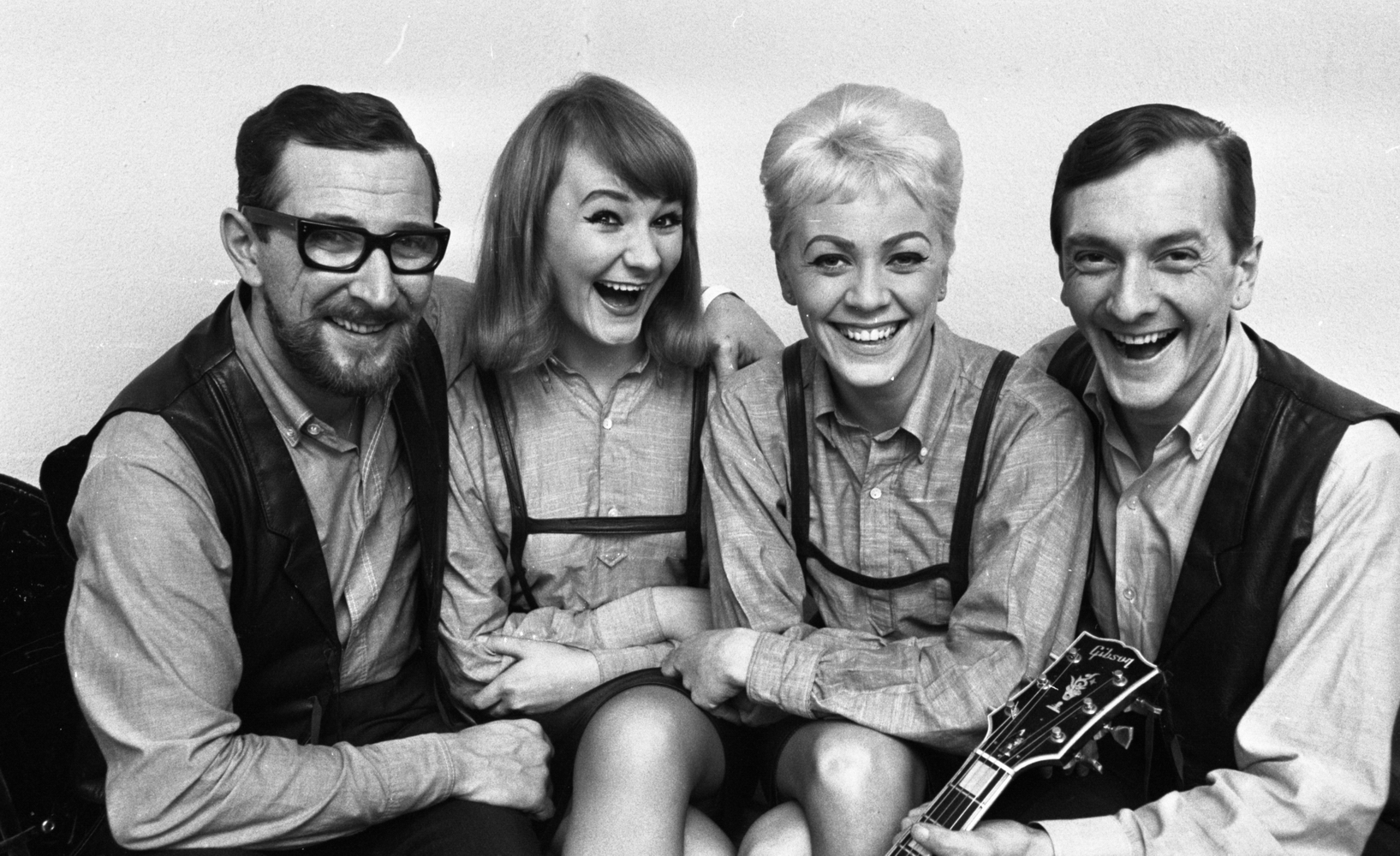
El grupo de pop sueco Family Four en 1966: Berndt Öst (1930-2017), Siw Öst (1941-1992), Inger Öst (n. 1949) Stig Öst (1940-1966), fue formado en 1964 por la familia Öst (hermanastros Berndt, Inger, Siw y Stig) en Gotemburgo, pero cambiaría de miembros a lo largo de los años, incluso tras la muerte de Stig en un accidente de tráfico en 1966. El grupo se separó y reformó varias veces después de esto.Theresa Wayman, Warpaint (grupo musical)

La edición de 1972 del Melodifestivalen tuvo lugar el 12 de febrero en el Cirkus de Estocolmo. La presentadora de tal evento fue Gunilla Marcus, y el director de orquesta Lars Samuelson.

## Resultados
1. Family Four - "Härliga sommardag", 24 ptps.
2. Östen Warnerbring - "Så'n e' du, så'n e' jag", 17 ptos.
3. Lena Andersson - "Säg det med en sång", 12 ptos.
4. Kerstin Djellert - "Kärlek behöver inga ord", 10 ptos.
5. Kisa Magnusson - "Kär och sisådär", 9 ptos.
6. Cornelis Wreesvijk - "Önskar du mig, så önskar jag dig", 8 ptos.
7. Monica Zetterlund - "Krama mig och dansa", 8 ptos.
8. Tomas Ledin - "Då ska jag spela", 6 ptos.
9. Björn Skifs - "Andra kan väl också se", 4 ptos.
10. Sylvia Vrethammar - "Din egen melodi", 1 pto.

En el festival de Eurovisión, Family Four no conseguirían igualar su sexta posición conseguida el año anterior, quedando en decimotercera posición.